# Dirk Wauters
Jonkheer Dirk Wauters (Blanden, 1955) is een Belgisch bestuurder. Van 2007 tot 2009 was hij gedelegeerd bestuurder van de Vlaamse Radio- en Televisieomroeporganisatie.

## Levensloop
Dirk Wauters is een zoon van bankier baron Luc Wauters. Hij studeerde in 1977 af als burgerlijk ingenieur aan de Katholieke Universiteit Leuven, waar hij tevens de studies toegepaste economie volgde (1978). Daarna behaalde hij een MBA aan de Stanford Graduate School of Business (Palo Alto, Californië).
Zijn loopbaan begon in de Verenigde Staten, waar hij onder meer directeur marketing in San José was, waarna hij in Antwerpen bij Alcatel aan de slag ging. Hij werd het hoofd voor de regio Noord-Europa, leidde de divisie Services & Distribution en daarna de divisie e-distribution in het hoofdkantoor in Parijs. In november 2002 stapte hij over naar Siemens, waar hij er de Belgische telecomafdeling leidde. In juni 2007 werd hij gedelegeerd bestuurder van de Vlaamse Radio- en Televisieomroeporganisatie (VRT). Hij volgde Piet Van Roe op, de tijdelijke opvolger van Tony Mary. Op zijn beurt werd Wauters in december 2009 door Piet Van Roe ad interim opgevolgd na onderling overleg met de Vlaamse regering. Na het nemen van een sabbatical, werd Dirk Wauters in februari 2011 CEO van Ferranti Computer Systems. Reeds in september datzelfde jaar verliet hij Ferranti.
Hij is gewoon lid van de klasse Technische Wetenschappen van de Koninklijke Vlaamse Academie van België voor Wetenschappen en Kunsten. Hij was tevens bestuurder van KBC.
Dirk Wauters heeft vier kinderen. Hij is gehuwd met barones Anne De Paepe.